# Bernard och Bianca
Bernard och Bianca (engelska: The Rescuers) är en amerikansk animerad långfilm från 1977 som producerades av Walt Disney Productions. Det är den 23:e filmen i serien Disney-klassiker och är baserad på barnböckerna The Rescuers och Miss Bianca från 1959 och 1962 av Margery Sharp.

## Handling
Den lilla föräldralösa flickan Penny bor på ett barnhem, men blir kidnappad av den elaka Madame Medusa, som bor på en flodbåt i träskmarkerna. Hon vill ha en liten flicka som är lagom stor att firas ner i en brunn där en stor, värdefull diamant vid namn Djävulsögat skall finnas.
Penny skickar iväg en flaskpost med bön om hjälp att räddas. De som finner flaskposten, och beslutar sig för att göra allt de kan för att hjälpa Penny, är en internationell räddningskår (motsvarighet till Förenta Nationerna som ligger i samma byggnad), bestående av en mus från vart och ett av jordens länder. De som väljs till att bli utsända är den blyga vaktmästaren Bernard och den djärva fröken Bianca som representerar Ungern i kåren.
Uppe på albatrossen Orvilles rygg ger sig Bernard och Bianca iväg mot Djävulsbukten, där Penny har gett upp hoppet om att någon skall höra hennes rop på hjälp.
Bernard och Bianca utkämpar en hård kamp mot Madame Medusa, hennes fumlige partner Snoops och Medusas två glupska krokodiler, men lyckas till slut besegra dem båda med hjälp från träskets invånare, och Penny blir äntligen adopterad medan diamanten skänks till Smithsonian Institution.

## Om filmen
Filmen är producerad och regisserad av Wolfgang Reitherman, med musik av Artie Butler och sångtext av Carol Connors, Ayn Robbins och Sammy Fain. Bernard och Bianca var en av de mest framgångsrika filmerna år 1977, och spelade in över 39 miljoner dollar. Uppföljaren Bernard och Bianca i Australien kom 1990.
I mössens Förenta Nationerna representerar Bianca Ungern; detta eftersom hennes utvalda röstskådespelare, Eva Gabor, var ungerska till börden.
Scenen där Penny rymmer är en referens till scenen där Mowgli rymmer i Disneys Djungelboken.

## Rollista
Denna lista visar den engelska originalversionen och den svenska dubbningen från 1978.
| Karaktärer              | Originalversion | Svensk version                     |
| ----------------------- | --------------- | ---------------------------------- |
| Bernard                 | Bob Newhart     | Hans Lindgren                      |
| Bianca                  | Eva Gabor       | Margareta Sjödin                   |
| Penny                   | Michelle Stacy  | Pernilla Glaser                    |
| Penny                   | Michelle Stacy  | Norea Sjöquist (tilläggsdubb 2002) |
| Orville                 | Jim Jordan      | Lars Amble                         |
| Madame Medusa           | Geraldine Page  | Meta Velander                      |
| Mr. Snoops              | Joe Flynn       | Jan Nygren                         |
| Lukas                   | Pat Buttram     | John Harryson                      |
| Ella-Maj                | Jeanette Nolan  | Kerstin Wolgers                    |
| Rufus                   | John McIntire   | Olof Thunberg                      |
| Kaninen                 | George Lindsey  | Jonas Bergström                    |
| Ordförande              | Bernard Fox     | Åke Lagergren                      |
| Ugglan                  | John Fiedler    | Gunnar Ernblad                     |
| TV-reporter             | Bill McMillian  | Jonas Bergström                    |
| Solosång                | Robie Lester    | Wenche Myhre                       |
| Mikrofonröst            |                 | Katarina Strandmark                |
| Markvärdinna            |                 | Katarina Strandmark                |
| Räddningskåren          |                 | Meta Velander, Lena Ericsson       |
| Berättarröst (LP skiva) | Bob Holt        | Pierre Isacsson                    |

## Animatörer
| - Don Bluth - Ollie Johnston - Milt Kahl - Frank Thomas | - Dale Baer - Ron Clements - Andy Gaskill - Gary Goldman - Bill Hajee - Chuck Harvey | - Glen Keane - Bob McCrea - Cliff Nordberg - John Pomeroy - Art Stevens | - Daniela Bielecka - Jim Coleman - Guy Deel - Ann Guenther - Joe Hale - Thomas W. Lay Jr. - Sylvia Roemer |

## Övriga medverkande (i urval)
- Grafisk formgivning: Don Griffith
- Klippning: James Koford, James Melton
- Specialeffekter: Jack Buckley, James L. George, Ted Kierscey, Dorse A. Lanpher, Dick N. Lucas
- Ljud: Herb Taylor
- Musikredigering: Evelyn Kennedy

## Sånger
| Originaltitel             | Svensk titel               |
| ------------------------- | -------------------------- |
| The Journey               | Resan                      |
| Rescue Aid Society        | H-J-Ä-L-P-A                |
| Tomorrow is Another Day   | I morgon är en dag den med |
| Someone's Waiting for You | Någon väntar på dig        |

Sångerna som dubbades till svenska sjöngs av Wenche Myhre.